# Unlimited Capacity for Love
 Unlimited Capacity for Love  è un singolo della cantante giamaicana Grace Jones pubblicato nel 1982.

## Descrizione
Il brano, ultima traccia dell'album Living My Life, è stato scritto dalla stessa Jones e da Barry Reynolds e fu pubblicato su 45 giri per il solo mercato tedesco ed olandese nel 1982. Per alcuni territori fu distribuito come quinto ed ultimo singolo estratto dall'album nel gennaio 1983.
La versione presente sul 7" dura 3:30, a differenza della versione dell'album di 5:46, mentre sul lato b è inclusa My Jamaican Guy (Dub Version), conosciuta anche come J. A. Guys (Dub), versione strumentale alternativa del brano, già presente in alcune b side per il mercato inglese .

## Tracce
- Germania 7" single

A. "Unlimited Capacity For Love (Edited Version)" – 3:30
B. "My Jamaican Guy (Dub Version)" – 4:22
- Olanda 7" single

A. "Unlimited Capacity For Love (Edited Version)" – 3:30
B. "My Jamaican Guy (Dub Version)" – 4:22